# 57 mm armata przeciwlotnicza S-60
57 mm armata przeciwlotnicza S-60 – samoczynna armata przeciwlotnicza, konstrukcji radzieckiej, z okresu po II wojnie światowej.

## Charakterystyka armaty
Podstawowe wyposażenie pododdziałów przeciwlotniczych w ludowym Wojsku Polskim wprowadzane na stan od końca lat 50 XX w. Armata przeznaczona jest do zwalczania celów powietrznych na małych i średnich wysokościach oraz naziemnych i nawodnych celów opancerzonych. Armata mogła wystrzeliwać pociski odłamkowo-smugowe i przeciwpancerno-smugowe. Masa pocisku 2,8 kg, masa naboju 6,71 kg.
W pułkach artylerii przeciwlotniczej, organizowanych w Polsce i stacjonujących do lat 80 XX w. znajdowały się baterie wyposażone w sześć takich armat oraz wspólną dla wszystkich armat stację naprowadzającą.
Udoskonalona wersja armaty S-60, nosząca oznaczenie S-68, znajdowała się na uzbrojeniu działa samobieżnego ZSU-57-2.
Armaty S-60 są dziś już przestarzałym systemem przeciwlotniczym; w przypadku konieczności ustawienia ich z marszu w położenie bojowe, czas potrzebny na tę operację, nawet doskonale wyszkolonej załodze, wynosi około dwóch minut, co praktycznie wyklucza je ze skutecznego stosowania na współczesnym polu walki. Jeszcze więcej czasu potrzeba na to, by wszystkie armaty baterii sprząc ze sobą tak, aby wspólnie ostrzeliwały cel wskazany przez przeliczniki sprzężone ze stacją radiolokacyjną (bądź z dalmierzem optycznym). Z drugiej strony wciąż nadają się i wykorzystywane są do osłony stacjonarnych obiektów naziemnych, bo stosunkowa duża jak na ten kaliber szybkostrzelność stanowi wciąż jeszcze skuteczną zaporę ogniową, dla pilotów nisko lecących samolotów odrzutowych trudną do przełamania ze względów psychologicznych. Bateria armat strzelających wyłącznie z celownikami optycznymi, bez użycia radarowej stacji naprowadzającej, nie jest łatwa do zniszczenia, a skuteczność tych armat potwierdzona została w kilku konfliktach zbrojnych na świecie: w wojnie wietnamskiej (1959–1975), podczas konfliktu iracko-irańskiego (1980–1988), a także podczas pierwszej (1990) i drugiej (2003) wojny w Zatoce Perskiej.
Zmodernizowana wersja armaty, o oznaczeniu S-60 MB, wyposażona jest w elektryczny system napędu oraz cyfrowy układ współpracy z wozem dowodzenia, pozwalające na automatyczne naprowadzanie na cel. Jest głównym elementem uzbrojenia m.in. 9 dywizjonu przeciwlotniczego Marynarki Wojennej (12 dział) stacjonującego w Ustce. Dywizjon ten wziął m.in. udział w roku 2010 w październikowych manewrach NATO pod kryptonimem „Anakonda 2010” w Wicku Morskim.
Prowadzone są prace nad dalszymi modernizacjami tych armat, m.in. nad przystosowaniem ich do roli automatycznych strażników. Armaty miałyby zostać wyposażone w automatyczne urządzenia umożliwiające im samodzielne obracanie się, celowanie, ładowanie i prowadzenie ognia oraz zaawansowany system elektroniczny umożliwiający wykrywanie niebezpieczeństwa (np. nadlatujących pocisków moździerzowych) i automatyczne otwieranie ognia w celu unieszkodliwienia go. Tak zmodernizowane armaty mogłyby służyć do obrony baz wojskowych np. podczas misji zagranicznych.